# Ваша Величносте

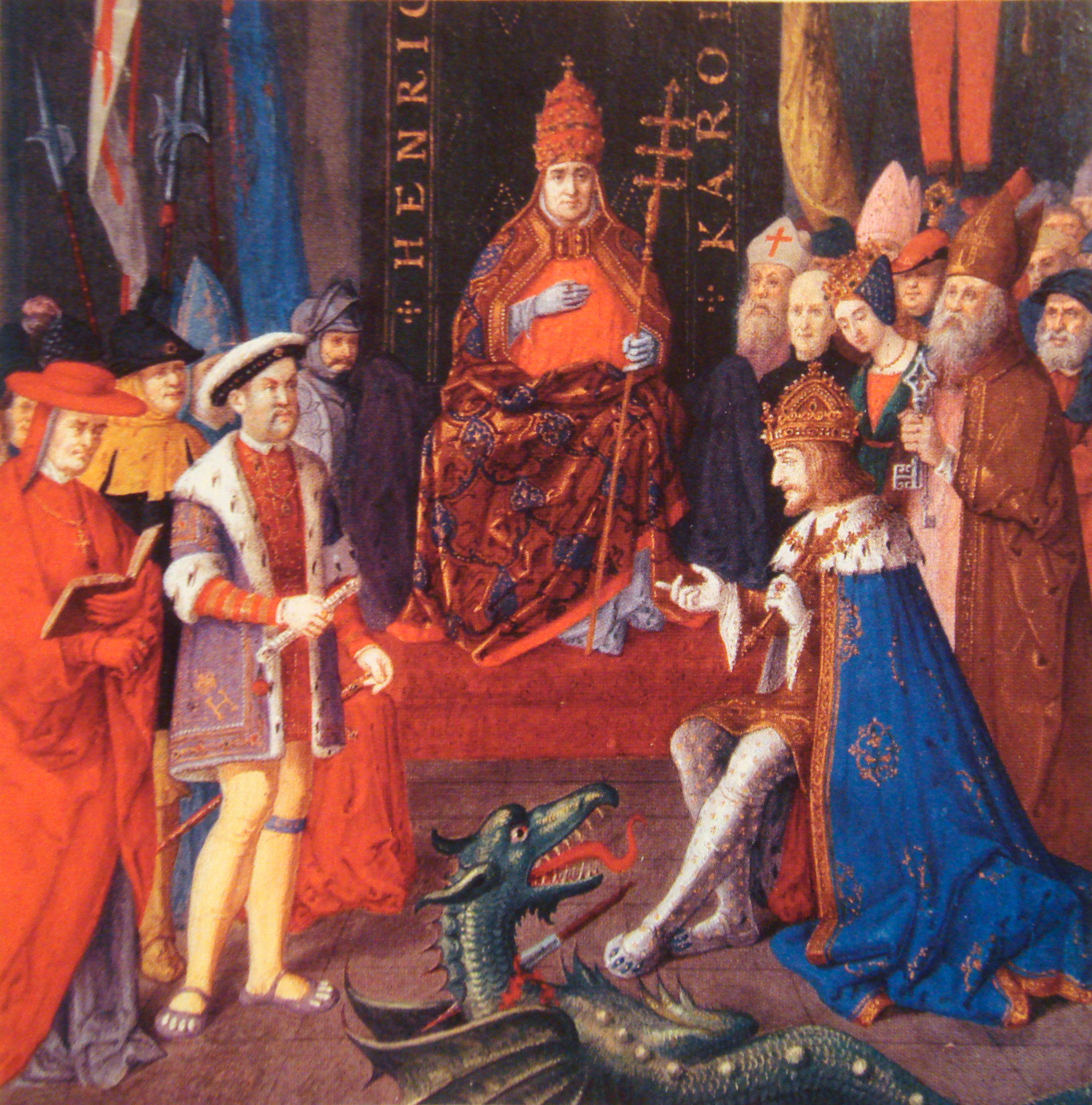
Папа Лев X, королі Карл V і Генрі VIII

Ваша Величносте або Його Величність (Її Величність) (англ. His Majesty (Her Majesty); абр.: HM) — королівський (або імператорський) титул.
Походить від лат. Maiestas, що означає «велич».
Використовується як форма звертання багатьма монархами, зазвичай королями або королевами.
Цей титул є вищим, ніж Його Королівська (Імперська) Високість та Його Ясновельможність, але поступається титулу Його Імператорської Величності.
Є одним з найбільш розповсюджених монархічних титулів, особливо в Європі.

## Історія
За часів Римської республіки слово maiestas в латинській мові означало характеристику Бога, а в римському праві цим терміном позначали гідність держави, яку слід поважати понад усе.
У часи Тиберія (14—37 н. е.) цей термін почали застосовувати щодо імператора (maiestas principis, «великий правитель»). А Горацій звертається до Октавіана Августа як maiestas tua («велич твоя»).
Також у римському праві існувало кримінальне покарання, що називалось laesa maiestas та пізніше перейшло до французького й англійського законодавства як lèse-majesté — образа короля та держави. Різні вчинки — такі як святкування в день публічного трауру, зневага до різних обрядів та церемоніалів держави, образа королівської особи або наклеп на неї — каралися як злочини проти величності держави. Пізніше це стало називатись злочином проти гідності імператора (короля).
У ранньому Середньовіччі, аж до XIV століття, по відношенню до більшості монархів Європи вживалося звернення «Ваша Високість», або «Ясновельможність», або «Ваша Ясність». А термін «Величність», як правило, застосовувався до Бога або Батьківщини.
Титул «Величність» вперше взяв на себе Карл V Габсбурґ, який вважав, що після обрання його Священним Римським імператором 1519 року він має носити титул, вищий від «Високості», який використовували його попередники імператори та всі інші королі Європи.
Незабаром король Франції Франциск I та король Англії Генріх VIII наслідували його приклад.
З XVI століття звернення «Ваша Величносте» утвердилось за монархами великих держав Європи.
Після падіння Священної Римської імперії титул «Його Величність» став застосовуватись до всіх монархів найвищого рангу.
Як варіанти вищого монархічного титулу стали виникати такі, як «Католицька Величність» (Іспанія), або «Британська Величність», «Наймилостивіша Величність» (Велика Британія), або «Найчесніша Величність» (Португалія).
З часів Вестфальського миру звернення «Ваша Величносте» починає застосовуватись взагалі до королів і імператорів, а також їхніх дружин (чоловіків), за винятком принц-консортів та тих випадків, коли дружина (чоловік) монарха не коронувались як королева (король). При цьому, якщо за життя подружжя носило цей титул, то після смерті монарха його дружина (чоловік) зберігала за собою право на звертання «Ваша Величносте».
До особи з таким титулом звертались «Ваша Величносте», а називали «Його / Її Величність», скорочена англійська абревіатура — «HM», у множині — «Їхні Величності» — «ТМ» (англ. Their Majesties). Імператори (і імператриці) використовують звернення «Його / Її /Їхня / Ваша імператорська величність», «HIM» або «ТІМ» (англ. His / Their Imperial Majesty).
Принци / принцеси, князівські (герцогські) особи зазвичай використовують титул «Ваша Високосте» або «Ваша Ясновельможносте». У британській дипломатичній практиці глав князівських держав Британської імперії називали Високістю (англ. His Highness).
У наш час, у монархіях, які не дотримуються європейської традиції, монархів також прийнято називати «Величністю», незалежно, чи носять вони офіційно титул короля чи королеви, чи якийсь іншим місцевий титул, як це заведено в певних країнах та серед певних народів Африки та Азії.

## В Україні
За часів Речі Посполитої до короля Польщі, Великого князя Литовського, Руського, Київського, Волинського, Чернігівського, Сіверського, Подільського і пр. звертались: «Найяснійший милостивий королю» або «Найясніший милостивий королю, пане наш та добродію» або «Ваша королівська милість», «Ваша Ясність».
До князів звертались: «Світлому князю і ясновельможному пану», «Великий князю», «Ваша ясновельможність милостивий пан».
До українських гетьманів звертались: «Ваша ясновельможносте пане гетьмане».